# Creu des Pou Nou
La creu des Pou Nou és una creu de terme situada a la plaça Mateu Prohens, al nucli urbà de Campos, Mallorca. El capitell, o tambor, és datable a finals del segle xvii, però la base, el fust i la creu foren realitzats durant el segle xx. Afiliable estilísticament al Barroc. És construïda de marès i formigó, amb paredat en verd. La base és de planta octogonal, bloc monolític finalitzat en forma cònica. També és de secció octogonal el fust. El capitell té dos cossos, l'inferior amb decoració vegetal i escut i la part superior amb vuit figures dins fornícules (santa Bàrbara, sant Domènec amb la creu a la mà, sant Julià, i altres cinc imatges de difícil identificació per l'erosió), rematat per una mena de volta amb decoracions geomètriques. La creu és llatina de braços rectes acabats en formes vegetals, decoració d'escata de peix i una creu de Malta incisa al centre.